# Восстание Вардана Красного
Восстание Красного Вардана (арм. Կարմիր Վարդանի ապստամբություն) — народное восстание 571—572 годов в марзпанстве Армения против Сасанидского государства. Оно было мотивировано политикой Сасанидов направленной на постепенную ассимиляцию армянского населения — насаждением зороастризма среди армян-христиан и недопущением их коммуникации с Византией.

## Предыстория
В результате восстания Ваана Мамиконяна 481—484 годов между армянскими князьями и Сасанидами был заключен мир, условия которого были продиктованы армянской знатью. Нахарары восстановили свои наследственные права и за ними сохранялись все высшие должности в марзпанстве. Во главе марзпанства Армения стоял царь Сасанидского государства, которому нахарары подчинялись без посредников в лице марзпана, и тем самым Армения приобретала полунезависимое положение. Мирный договор также предусматривал свободное исповедование христианства и открытие церквей на территории армянского марзапанства, а зороастрийские храмы, напротив, разрушались.
В 485 году персидский царь Балаш восстановил должность марзпана, но назначил им армянина Ваана Мамиконяна. После его смерти в 505 году новым марзапаном стал его брат Вард Мамиконян. Назначением царем Хосровом I Ануширваном марзпаном перса по имени Сурен совпало с переходом к ликвидации самоуправления на территории христианских марзпанств, в том числе и в Армении.

## Восстание
В 571 году, недовольное политикой персов, армянское дворянство и духовенство начали новое восстание. Борьбу вели армянские нахарарские дома того времени, возглавляемые Мамиконянами при содействии Армянской апостольской церкви. Народно-освободительным движением возглавили Вардан Мамиконян Младший (Вардан Красный) и армянский католикос Ованес II, собравшие 10 000 воинов. В случае победы восстания армяне обещали принять господство в Византии, а византийцы обязались предоставить убежище армянам, бежавшим в Византию в случае провала восстания. В 571 году марзпан Сурен отправился в Ктесифон, чтобы сообщить о случившемся, и вернулся в Двин, столицу марзпанской Армении, с армией в 15 000 человек. Число армянских восставших к тому времени удвоилось, и они разгромили персидскую армию. Марзпан Сурен был убит в собственной резиденции в Двине, а его голова была послана патрикию Юстиниану, жившему в городе Феодосиополе. После событий в Двине Вардан Мамиконян и его сторонники обратилась за помощью к Византии и попросили у Юстина II убежища.
В отличие от восстаний в 450—451 годы и 481—484 годы, когда Константинополь не оказала помощи восставшим в марзпанстве Армения христианам, к 571 году Византийская империя сменила свою политику в отношении персидских армян. Причиной тому стали тяжелые внешняя и внутренняя ситуации в Византии, связанные с финансовым и военным положениями империи после смерти Юстиниана I. Поддерживая мятежников в марзпанстве Армения, Византия тем самым планировала подчинить себе подвластную Сасанидам большую часть великоармянских земель, а также использовала сепаратистские волнения удачным предлогом отказаться от дальнейшей уплаты ежегодной дани Сасанидам, установленной договором 562 года. Император Юстин II объявил, что он готов принять под свою власть восставших армян, что подразумевало завоевании территории их проживания в марзпанстве Армения. В 572 году император признал армянскую христианскую церковь и прекратил гонения на армян-халкидонитов.
Для подавления восстания во главе персидского войска был поставлен полководец Михран-Михревандак, который также был провозглашен новым марзпаном вместо умершего Сурена. Полководческое искусство Вардана было проявлено в сражении на поле Хагамаха, где с помощью византийской армии персидское войско было разгромлено. Несмотря на то, что персы имели двадцатитысячное войско и хорошо обученных боевых слонов, Вардан искусно использовал местность для окончательной победы. Он обошел войско персов с двух сторон, чем привлек их внимание и тем самым заставил вражеские арьергардные резервные силы вступить в бой раньше времени, окружить и разбить их. После неудач Михран-Михревандака на подавление восстания направился сам царь Хосров I Ануширван, однако и этот поход не увенчается успехом для Сасанидов.
Несмотря на положительный исход восстания, национально-освободительное движение 571—572 годов не привело к желаемым результатам, восставшие стали лишь инструментом для начала новой персидско-византийской войны 572—591 годов, в которую будет втянута Армения.